# Порт-Бейли (гидроаэропорт)
Гидроаэропорт Порт-Бейли (англ. Port Bailey Seaplane Base), (ИАТА: KPY, FAA LID: KPY) — коммерческий гражданский гидроаэропорт, расположенный в населённом пункте Порт-Бейли (Аляска), США. Гидроаэропорт принадлежит рыбодобывающей компании Kadiak Fisheries.
Деятельность аэропорта субсидируется за счёт средств Федеральной программы США Essential Air Service (EAS) по обеспечению воздушного сообщения между небольшими населёнными пунктами страны.

## Операционная деятельность
Гидроаэропорт Порт-Бейли расположен на высоте уровня моря и эксплуатирует одну взлётно-посадочную полосу:
- E/W размерами 3048 x 610 метров, предназначенную для приёма гидросамолётов.